# Syllimnophora paranaensis
Syllimnophora paranaensis är en tvåvingeart som först beskrevs av Albuquerque 1954.  Syllimnophora paranaensis ingår i släktet Syllimnophora och familjen husflugor. Inga underarter finns listade i Catalogue of Life.